# Isin
Isin (sumersko I3-si-inki), sodobni Ishan al-Bahriyat, je arheološko najdišče v iraškem governoratu Al-Qādisiyyah. Izkopavanja so pokazala, da je bil v antiki pomembna mestna država.

## Zgodovina arheoloških raziskav
Prvo sondiranje v Ishan al-Bahriyatu je opravil britanski asiriolog Stephen Herbert Langdon, ki je leta 1924 raziskoval v Kišu. Večino arheoloških raziskav so v enajstih sezonah od leta 1973 do 1989 opravile ekipe nemških arheologov pod vodstvom Barthela Hrouda. Raziskave sta, tako kot na večini drugih iraških arheoloških najdišč, prekinili Zalivska vojna (1990-1991) in Iraška vojna (2003-2011). Ropanja najdišča, ki so se začela že na začetku nemških raziskav, so po vojnah postala zelo obsežna. 

## Geografija
Isin leži približno 32 km južno od Nipurja. Zgrajen je na griču s premerom približno 1,5 km in največjo višino približno 8 m.

## Zgodovina
Isin je bil naseljen najmanj od zgodnjega dinastičnega obdobja sredi 3. tisočletja pr. n. št., verjetno pa že v ubaidskem obdobju. Prve dokumentirane omembe mesta so iz obdobja Ur III.
Ko je propadajoča Tretja urska dinastija zaradi vdora Elamitov na koncu 3. tisočletja pr. n. št.  dokončno propadla, je nastala praznina oblasti, ki so jo zapolnile mestne države. Zadnji kralj iz Tretje urske dinastije, Ibi-Sin, ni imel niti sredstev niti organizirane vlade, ki bi lahko pregnala elamske vsiljivce. Išbi-Era, eden od njegovih državnih uradnikov, se je preselil iz Ura v Isin in se proglasil za isinskega vladarja. Ime enega od let njegovega vladanja priča, da je v bitki porazil svojega predhodnika Ibi-Sina.
Išbi-Era je kljub temu, da ni pripadal Tretji urski dinastiji, poskušal nadaljevati njen  blišč, zelo verjetno z legalizacijo svoje oblasti. Pri širjenju države ni imel prave sreče, ker so v tem času nastale in se okrepile tudi druge mestne države. Pomembni središči sta postali Ešnuna in Ašur. Kljub temu mu  je uspelo iz urske regije pregnati Elamite, s čimer je Isinska dinastija razširila svojo oblast na pomembna mesta Ur, Uruk in pomembno duhovno središče Nipur.
Izkopani ostanki velikih zgradb in templjev dokazujejo, da je Isin cvetel več kot sto let.   Ohranilo se je tudi veliko kraljevih odlokov in zakonov iz tega obdobja. Centralizirana politična struktura iz Tretje urske dinastije se je večinoma ohranila, samo da so guvernerje in druge lokalne uradnike imenovali isinski vladarji. Glavni vir državnih dohodkov so ostale donosne trgovske poti proti Perzijskemu zalivu.
Dogodki, ki so povzročili razpad isinske države, so večinoma neznani. Rekonstruirani odlomki zapisov kažejo, da je velik problem predstavljal dostop do vodnih virov. Isin je doletel tudi notranji prevrat, v katerem  je larški guverner Gungunum zasedel Ur. Ur je bil glavno središče trgovine v Perzijskem zalivu, zato je njegova zasedba močno oslabila isinske državne finance. Dostop do vodnih kanalov sta poskušala odrezati tudi Gumgunumova naslednika Abisare in Sumuel (okoli 1905-1894 pr. n. št.), ki sta svoje kanale preusmerila v Larso. Isin je nato izgubil še Nipur in se ni nikoli več opomogel. Okoli leta 1860 pr. n. št. je isinski prestol zasegel outsider Enlil-bani in končal skoraj 150 let trajajočo vladavino Išbi-Erine dinastije.
Čeprav je bil politično in gospodarsko šibak, je Isin ostal neodvisen od Larse najmanj naslednjih štirideset let. Svojo neodvisnost je izgubil pod larškim kraljem Rim-Sinom I. (1758-1699 pr. n. št.).
Med vladanjem  Prve babilonske dinastije, ki je prišla na oblast v zgodnjem 2. tisočletju pr. n. št. in zasedla Larso, so se v Isinu spet začele obsežne gradnje. Po podatkih na odkritih tablicah se je razcvet končal približno v 27. letu vladanja Hamurabijevega sina Samsu-ilune.
Gradnje v Isinu so nadaljevali Kasiti po zasedbi Babilona leta 1531 pr. n. št.. Zadnje pomembno zgodovinsko obdobje je bila vladavina Druge isinske dinastije na koncu 2. tisočletja pr. n. št., predvsem pod kraljem Adad-apla-idino. 

### Isinski kralji
Prva isinska dinastija (kratka kronologija)
| Vladar                  | Vladal                                  | Komentar                          |
| ----------------------- | --------------------------------------- | --------------------------------- |
| Išbi-Era                | okoli 1953 pr. n. št. – 1921 pr. n. št. | sodobnik Ibi-Suena Urskega        |
| Šu-Ilišu                | okoli 1920 pr. n. št.– 1911 pr. n. št.  | sin Išbi-Ere                      |
| Idin-Dagan              | okoli 1910 pr. n. št.– 1890 pr. n. št.  | sin Šu-ilišuja                    |
| Išme-Dagan              | okoli 1889 pr. n. št.– 1871 pr. n. št.  | sin Idin-Dagana                   |
| Lipit-Ištar             | okoli 1870 pr. n. št.– 1860 pr. n. št.  | sodobnik Gungunuma Larškega       |
| Ur-Ninurta              | okoli 1859 pr. n. št.– 1832 pr. n. št.  | sodobnik Abisareja Lagaškega      |
| Bur-Suen                | okoli 1831 pr. n. št.– 1811 pr. n. št.  | sin Ur-Ninurte                    |
| Lipit-Enlil             | okoli 1810 pr. n. št.– 1806 pr. n. št.  | sin Bur-Suena                     |
| Era-imiti ali Ura-imiti | okoli 1805 pr. n. št.– 1799 pr. n. št.  |                                   |
| Enlil-bani              | okoli 1798 BC – 1775 pr. n. št.         | sodobnik Sumu-la-Ela Babilonskega |
| Zambija                 | okoli 1774 pr. n. št.– 1772 pr. n. št.  | sodobnik Sin-Ikišama Larškega     |
| Iter-piša               | okoli 1771 pr. n. št.– 1768 pr. n. št.  |                                   |
| Ur-du-kuga              | okoli 1767 pr. n. št.– 1764 pr. n. št.  |                                   |
| Suen-magir              | okoli 1763 pr. n. št.– 1753 pr. n. št.  |                                   |
| Damik-ilišu             | okoli 1752 pr. n. št.– 1730 pr. n. št.  | sin Suen-magirja                  |

## Kultura in književnost
Mesto je ležalo ob prekopu Isinitum, delu vodnih poti, ki so povezovale mezopotamska mesta.  Mestno zavetno božanstvo je bila boginja zdravilstva Nintinuga (Gula). Isinski kralj Enlil-bani je razen Gulinega templja E-ni-dub-bi, zgradil tudi Sudov tempelj E-dim-gal-na, Ninisinin tempelj E-ur-gi-ra in tempelj boga Ninbgala.
Kralj Išbi-Era je ohranil veliko kultnih običajev, ki so cveteli v preteklem urskem obdobju. Nadaljeval je na primer vsakoletni obred svete poroke  med izbrano svečenico v vlogi boginje Inane in kralja v vlogi boga in imel z njo včasih tudi javen spolni odnos. Poroka naj bi okrepila kraljeve vezi z bogovi in prinesla stabilnost in blaginjo v celo državo. Isinski kralji so prakticirali tudi imenovanje svojih hčera za uradne svečenice urskega boga lune.
Književnost je na začetku dinastije nadaljevala tradicije urske književnosti. Pisanje kraljevih himn, ki se je začelo v preteklem tisočletju, so se nadaljevalo. V isinskem obdobju je bilo za različne vladarje napisanih mnogo himn, ki so bile po tematiki, zgradbi in jeziku podobne urskim. Himne so bile včasih napisane v prvi osebi in predstavljale kraljevo sporočilo, druge pa so bile prošnje podložnikov, namenjene ušesom (včasih tudi že pokojnih) kraljev.
V tem obdobju je bila sestavljen končni Seznam sumerskih kraljev, ki je uporabil veliko mnogo starejših virov. Pisanje seznama je verjetno vodila sama Isinska dinastija, ki je želela s povezavami s starejšimi, tudi legendarnimi vladarji, utrditi svojo legitimnost in ugled med podložniki.